# Anne Gidion
Anne Gidion (* 1971 in Göttingen) ist eine evangelisch-lutherische Theologin, Pastorin  sowie  Bevollmächtigte der Evangelischen Kirche in Deutschland (EKD) bei der Bundesrepublik Deutschland und der Europäischen Union.

## Ausbildung und Studium
Anne Gidion studierte von 1990 bis 1998 evangelische Theologie und Kunstgeschichte in Marburg, Durham (Großbritannien), Heidelberg und  Wuppertal. In den Jahren 2004 bis 2007 absolvierte sie das Vikariat in Hamburg und im Predigerseminar Celle. Am 26. Mai 2023 wurde sie an der Theologischen Fakultät der Universität Rostock mit einer Arbeit „Leichter Beten – Leichte Sprache in der Liturgie“ promoviert.

## Beruflicher Werdegang
Von 1998 bis 1999 war Anne Gidion Referentin beim Deutschen Evangelischen Kirchentag (DEKT) in Fulda, von 1999 bis 2001 beim Bevollmächtigten der EKD in Berlin, Stephan Reimers, und von 2001 bis 2004 im Bundespräsidialamt in Berlin für die Kontakte zur Kirche und zu den Religionsgemeinschaften sowie Kultur.
Nach ihrem Vikariat und dem Zweiten theologischen Examen wurde Gidion Pastorin in der Evangelischen Stiftung Alsterdorf („Alsterdorfer Anstalten“) in Hamburg und von 2010 bis 2017 im Gottesdienstinstitut der Evangelisch-Lutherischen Kirche in Norddeutschland (Nordkirche). Seit 2017 war sie Rektorin des Pastoralkollegs der Nordkirche in Ratzeburg. Seit Oktober 2022 lebt sie mit ihrem Ehemann, dem Pastor Karsten Wolkenhauer, seit Ende 2024 Kirchenpräsident der Evangelischen Landeskirche Anhalts, in Berlin.

## Ehrenamtliche Tätigkeiten
Anne Gidion gehörte von 1997 bis 2013 zur Präsidialversammlung und zum Präsidium des DEKT und war von 2001 bis 2003 im Vorstand des Ökumenischen Kirchentags. Von 2002 bis 2019 war sie im Kuratorium des Evangelischen Studienwerks Villigst tätig und von 2009 bis 2017 im Beirat der Katholischen Akademie in Hamburg.
Gidion war von 2015 bis 2022 Mitglied der 12. und anfangs der 13. Synode der EKD. Im Juli 2022 wurde sie vom Rat der EKD in der Nachfolge von Martin Dutzmann zur Bevollmächtigten bei der Bundesrepublik Deutschland und der Europäischen Union berufen. Am 21. Oktober 2022 wurde sie in einem Gottesdienst in das neue Amt eingeführt.

## Veröffentlichungen
- Rundfunkandachten im NDR
- Helmut Aßmann, Anne Gidion, Jochen Arnold: Im Namen Gottes: Trinitarische Eröffnungen und Gebete. Leipzig 2011, ISBN 978-3-374-05520-3.
- Irmgard Nauck, Anne Gidion: Der Stille Raum geben. Ein Weg der Kirche im 21. Jahrhundert. Stuttgart 2012, ISBN 978-3-451-61124-7.
- Anne Gidion, Jochen Arnold, Raute Martinsen: Leicht gesagt! Bilblische Lesungen und Gebete zum Kirchenjahr in Leichter Sprache. Leipzig 2017, ISBN 978-3-374-05535-7.
- Kathrin Oxen, Jochen Arnold, Anne Gidion, Helmut Schwier: Mit Bach predigen, beten und feiern. Leipzig 2018, ISBN 978-3-374-05337-7.
- Anne Gidion: Leichter beten. Leichte Sprache in der Liturgie – Argumente, Anschauungen, Auswirkungen. Stuttgart 2024, ISBN 978-3-17-044508-6.